# 圣白托略 (米开朗基罗)

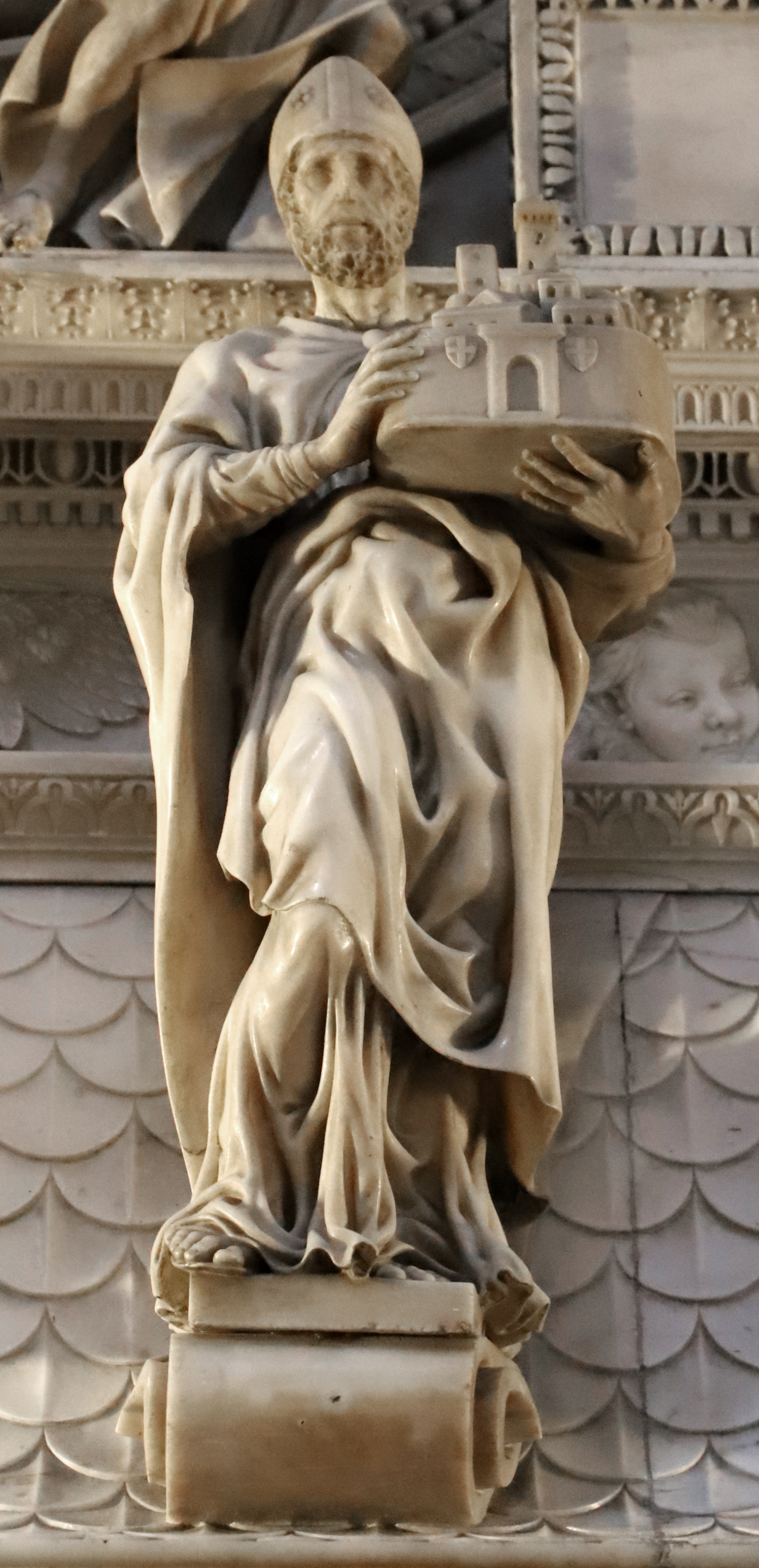

圣白托略（St. Petronius）是意大利文艺复兴大师米开朗基罗的一件早期大理石雕塑作品，创作于1494–1495年。雕像描绘的是公元5世纪的博洛尼亚主教圣白托略（Saint Petronius），高度为 64 厘米，位于意大利北部博洛尼亚的圣多明我圣殿（Basilica di San Domenico）内圣多明我小堂的圣多明我墓第四层的左侧第二个人像。
圣白托略是博洛尼亚的主保圣人，雕像描绘他手持博洛尼亚的城市模型，包括带纹章的城墙和倾斜的塔楼。雕像呈现出的层层衣物交叠的旋动姿态，以及人物生动的表情，预告了作者未来更具野心的雕塑作品，如《大卫》。